# The Best of Julie
The Best of Julie — сборник американской певицы Джули Лондон, выпущенный в 1962 году на лейбле Liberty Records.

## Отзывы критиков
Скотт Яноу из AllMusic заявил, что альбом служит прекрасным введением в магию музыки Джули Лондон.

## Список композиций
| №  | Название                            | Автор(ы)                     | Длительность |
| -- | ----------------------------------- | ---------------------------- | ------------ |
| 1. | «Cry Me a River»                    | Артур Гамильтон              | 2:36         |
| 2. | «Moments Like This»                 | Фрэнк Лессер, Бёртон Лэйн    | 2:38         |
| 3. | «Hot Toddy»                         | Ральф Фланаган, Герб Хендлер | 1:45         |
| 4. | «They Can't Take That Away From Me» | Джордж Гершвин, Айра Гершвин | 3:06         |
| 5. | «June in January»                   | Ральф Райнгер, Лер Робин     | 2:05         |
| 6. | «Mad About the Boy»                 | Ноэл Кауард                  | 2:09         |

| №  | Название                           | Автор(ы)                                  | Длительность |
| -- | ---------------------------------- | ----------------------------------------- | ------------ |
| 1. | «Don't Smoke in Bed»               | Уиллард Робисон                           | 2:17         |
| 2. | «Gee, Baby, Ain’t I Good to You»   | Энди Арзаф, Дон Редман                    | 1:52         |
| 3. | «Cuddle up a Little Closer»        | Карл Хошна, Отто Харбах                   | 2:08         |
| 4. | «Invitation to the Blues»          | Дорис Фишер, Артур Гершвин, Аллан Робертс | 2:47         |
| 5. | «You’d Be So Nice to Come Home To» | Коул Портер                               | 2:13         |
| 6. | «The Nearness of You»              | Хоги Кармайкл, Нед Вашингтон              | 2:20         |
| 7. | «Daddy»                            | Бобби Труп                                | 2:13         |